# Johyun
Shin Ji-won (en hangul: 신지원) (Seongnam, Provincia de Gyeonggi; 14 de abril de 1996), más conocida por su nombre artístico Johyun, es una cantante, rapera, modelo, actriz surcoreana. Fue miembro del grupo femenino surcoreano Berry Good desde 2016 hasta su disolución en 2021.

## Biografía
Johyun nació como Shin Ji-won en Seongnam, ciudad de la Provincia de Gyeonggi, en Corea del Sur, en abril de 1996. Su madre fue bailarina. Estuvo en activo como patinadora de pista corta desde la escuela primaria hasta el comienzo de la educación secundaria, antes de sufrir una lesión que la hizo abandonar, e irse a estudiar al extranjero. En 2006, quedó en primer lugar con un récord de 49,51 segundos en la carrera de 500 m para mujeres de 3.º a 4.º de primaria en la IX Competición Nacional de Patinaje en Pista Corta y Velocidad de Hombres y Mujeres. Se convirtió en entrenadora de idols en 2013.
Estudió Radiodifusión y Entretenimiento en la Universidad Femenina de Dongduk.

## Carrera
Johyun fue presentada como la sexta integrante del grupo Berry Good a finales de octubre de 2016. Hizo su debut oficial el 1 de noviembre, con el lanzamiento de su segundo miniálbum Glory. Su nombre artístico es un homenaje a la actriz taiwanesa Joey Wong, conocida como Wang Jo-hyun en coreano.
En otoño de 2017, se unió al elenco del programa de entrevistas We're Also National Athletes, hablando de su experiencia como patinadora de pista corta antes de los Juegos Olímpicos de Pieonchang 2018. También compitió en el reality de supervivencia Mixnine, terminando en el puesto 24.º y siendo eliminada.
En 2018, fue copresentadora del programa de juegos de la MBC Begin A Game. Al año siguiente, se dio a conocer en el mundo de los deportes electrónicos gracias a su pasión por League of Legends, y acabó participando en dos programas relacionados: Game Dolympics 2019: Golden Card y Egame of Thrones. En este último compitió con el equipo Jangtan Gamedan, llegando a la final.
En 2020, copresentó el programa de variedades por cable Things These Days junto a Kim Yu-bin y Jun Hyo-sung, tuvo un papel secundario en la película de cine negro The Dragon Inn y formó parte del reparto principal de Strange School Tales: The Child Who Wouldn't Come, una miniserie de terror. En 2021, obtuvo su primer papel protagonista en la película de suspense de terror Hypnosis, y presentó la segunda temporada de Things These Days junto a Heo Young-ji.
El 12 de mayo de 2021, JTG Entertainment anunció su fusión con Starweave Entertainment y la consiguiente disolución de Berry Good; Johyun se trasladó a Starweave para seguir su carrera de actriz. Más tarde, en noviembre, se unió al reparto de la webserie Cherry Blossoms After Winter como protagonista femenina. El 30 de enero de 2022, copresentó el programa especial de la MBC previo a los Juegos Olímpicos de Pekín 2022.